# Ніувед
Ніувед (рум. Niuved) — село у повіті Біхор в Румунії. Входить до складу комуни Темешеу.
Село розташоване на відстані 450 км на північний захід від Бухареста, 18 км на північ від Ораді, 138 км на захід від Клуж-Напоки.

## Населення
За даними перепису населення 2002 року у селі проживали 233 особи.
Національний склад населення села:
| Національність | Кількість осіб | Відсоток |
| -------------- | -------------- | -------- |
| угорці         | 217            | 93,1%    |
| румуни         | 8              | 3,4%     |
| цигани         | 6              | 2,6%     |

Рідною мовою назвали:
| Мова      | Кількість осіб | Відсоток |
| --------- | -------------- | -------- |
| угорська  | 222            | 95,3%    |
| румунська | 11             | 4,7%     |